# Casa de la Villa de Madrid
La Casa de la Villa de Madrid es una edificación ubicada en la plaza de la Villa, adyacente a la Calle Mayor en el barrio de Palacio (distrito Centro) de Madrid que se inauguró en el año 1692. Fue la sede del Concejo y luego del Ayuntamiento de Madrid desde finales del siglo XVII hasta comienzos del XXI, cuando este último se trasladó al Palacio de Cibeles.  En la actualidad su uso se limita a eventos oficiales y recepciones.

## Historia

### SiglosXVIIyXVIII
El edificio actual se levanta sobre el solar de un conjunto abigarrado de construcciones, la mayoría de propiedad municipal: la cárcel de villa, la casa del corregidor, la bodega de los cueros, la alhóndiga del trigo, la carnicería, alguna vivienda  e, incluso, un nuevo auditorio o sala de audiencias construido en 1494, cuyos restos han aparecido durante unas obras de reforma acometidas en 2018.
Por su parte, el concejo se reunía desde antiguo en la frontera iglesia de San Salvador (hoy desaparecida), en alguna de sus capillas o en una cámara situada sobre el pórtico o galería de entrada a dicha iglesia, que fue derribada en 1599 por las obras de ensanche de la calle Mayor, con motivo de la histórica entrada en Madrid de Margarita de Austria, esposa de Felipe III.
No obstante, ya en 1574-1579, el concejo había adquirido unas casas en la propia plaza que, en 1619, debido a su estado ruinoso, les obligó a alquilar el palacio de Juan de Acuña, i marqués de Vallecerrato, recientemente fallecido y situado junto a la iglesia de San Salvador, donde hoy se levanta la casa-palacio de Tomás de Allende, construida en 1864, sede de la Junta Municipal del Distrito Centro. Personaje influyente en la corte de Felipe III, fue presidente de los consejos de Hacienda, Indias y Castilla y, en Madrid, fue nombrado administrador del Hospital de Antón Martín. Al encontrarse en una ubicación estratégica, el todavía príncipe Felipe, futuro Felipe IV, asistió desde este palacio a la entrada de su prometida, Isabel de Borbón y Médici, el 29 de noviembre de 1615. Justo un mes después, fallecería el marqués que sería enterrado en el convento de San Agustín de Dueñas, que se encontraba bajo su patronazgo. 
Así, tras el fallecimiento del marqués, el 19 de agosto de 1619, el concejo celebró su primera sesión en la casa propiedad de Juan de Acuña, presidente del consejo de Castilla y, en 1629, Felipe IV concedió una licencia al ayuntamiento para construir la que sería su sede. En él se reunieron, por tanto, mientras duraron las obras de construcción de las nuevas casas consistoriales, la actual casa de la villa de Madrid. No obstante, su construcción, a cargo de Juan Gómez de Mora, aunque se inició en 1644, se retrasó y no fue inaugurada hasta 1692. 
El nuevo edificio se trata de una construcción sobria, con gran zócalo de granito y muros de ladrillo, rematada por torres chapiteles apizarradas en las esquinas y sin apenas decoración en su origen, salvo la ornamentación con frontones triangulares de piedra en los balcones del piso principal. Tras su muerte en 1648, es sucedido por José de Villarreal, quien realizó en 1653 las trazas definitivas, donde el patio interior es el protagonista. Las intervenciones del ala izquierda fueron responsabilidad del arquitecto Bartolomé Hurtado. 
Sufrió una reforma que lideró el arquitecto municipal Juan de Villanueva en 1789 añadiendo la galería de columnas que da a la calle Mayor, esta reforma permitiría a los reyes ver la procesión de Corpus Christi.

### SiglosXXyXXI
En 1914, finalizaron las obras de construcción de un pasadizo elevado diseñado por el arquitecto Luis Bellido para unir el edificio de la Casa de la Villa con la Casa de Cisneros, que el Consistorio había comprado en el año 1909 con el objeto de ampliar sus instalaciones. En 1966 se llega a sustituir la cubierta de teja plana por pizarra y se quitan los revocos y la fachada vuelve a su aspecto anterior de ladrillo visto (ladrillo de Talavera).
Fue sede del Ayuntamiento de Madrid hasta el 4 de noviembre de 2007, ya que un día después la alcaldía se trasladó al Palacio de Cibeles. Sin embargo, continuó siendo el lugar de celebración de los Plenos ordinarios hasta que albergó el último el día 25 de octubre de 2011.
En octubre de 2013, la vidriera del Patio de Cristales fue restaurada por la Dirección municipal de Patrimonio.
En la actualidad, el edificio alberga la Secretaría general del Pleno del Ayuntamiento, la Agencia Tributaria municipal, algunas unidades del Ministerio de Función Pública para cursos de formación y la unidad de responsabilidad patrimonial del área de Hacienda. Además, el uso de la Casa de la Villa se limita a eventos oficiales y recepciones institucionales, así como plenos extraordinarios. De esta forma, en el antiguo salón de plenos se celebran actos solemnes como el de la entrega de las llaves de la ciudad o los títulos de hijo predilecto o adoptivo de Madrid, así como el pregón desde el balcón que da a la plaza de la Villa para dar comienzo a las fiestas de San Isidro Labrador, patrón de la ciudad. Además, el edificio alberga una galería dedicada a los retratos de los alcaldes de Madrid anteriores a 1922. En cambio, los alcaldes madrileños desde 1922 hasta la actualidad se encuentran en el edificio anexo, la Casa de Cisneros.